# Julio Vitobello
Julio Fernando Vitobello (Buenos Aires, 27 de marzo de 1957) es un abogado argentino, antiguo fiscal anticorrupción que se desempeñó como secretario General de la Presidencia de la Nación entre 2019 y 2023. Anteriormente fue titular de la Oficina Anticorrupción entre 2009 y 2015.
Vitobello se recibió de abogado en la Universidad de Buenos Aires. Fue jefe de Gabinete de la Secretaría del Interior de la Nación entre 1993 y 1997, legislador de la Ciudad de Buenos Aires entre 2000 y 2003, encargado de la Oficina de Coordinación y Evaluación Presupuestaria de la Jefatura de Gabinete de Ministros de la Nación entre 2003 y 2007, síndico General de la Nación entre 2007 y 2009, y titular de la Oficina Anticorrupción entre 2009 y 2015.